# Platyctenida
I Platyctenida Bourne, 1900 sono un ordine di ctenofori appartenente alla classe Tentaculata.

## Descrizione
Sono gli unici animali appartenente a questo phylum ad essere bentonici. Solitamente vivono in associazione con stelle marine o forme simili, ma senza mai instaurare veri e propri mutualismi. Rispetto alla struttura tipica del corpo degli Ctenophora, questi animali sono schiacciati ventro-dorsalmente. Spesso colorati, sono riconoscibili per la presenza di due tentacoli lunghi e sottili, presenti nelle porzioni posteriore ed anteriore del corpo, tipici degli Ctenophora.

## Tassonomia
Il taxon si suddivide nelle seguenti famiglie:
- Coeloplanidae Willey, 1896
- Ctenoplanidae Willey, 1896
- Lyroctenidae Komai, 1942
- Platyctenidae
- Savangiidae Harbison & Madin, 1982
- Tjalfiellidae Komai, 1922